# One Love, One Rhythm – El álbum oficial de la Copa Mundial de la FIFA 2014
One Love, One Rhythm: el álbum oficial de la Copa Mundial de la FIFA es el álbum de estudio oficial de la Copa Mundial de Fútbol de 2014, la cual se llevó a cabo en Brasil. La versión latina cuenta con un Bonus Track.
La canción oficial de este mundial fue la de We Are One (Ole Ola) de Pitbull con Jennifer López y Cláudia Leitte.

## Lista de canciones
| N.º | Título                                                                                | Intérprete(s)                                      | Duración |  |
| 1.  | «We Are One (Ole Ola)» (Canción oficial)                                              | Pitbull ft. Jennifer Lopez y Cláudia Leitte        | 3:43     |  |
| 2.  | «Dar um Jeito (We Will Find a Way)» (Himno oficial)                                   | Santana y Wyclef Jean ft. Avicii y Alexandre Pires | 3:48     |  |
| 3.  | «Tatu Bom de Bola» (Canción de la Mascota oficial)                                    | Arlindo Cruz                                       | 3:20     |  |
| 4.  | «Vida (Versión Spanglish)»                                                            | Ricky Martin                                       | 2:54     |  |
| 5.  | «The World Is Ours (Coca-Cola 2014 World's Cup Anthem) [Aloe Blacc vs. David Correy]» | Boy Aloe Blacc X David Correy                      |          |  |
| 6.  | «Lepo Lepo»                                                                           | Psirico                                            |          |  |
| 7.  | «One Nation»                                                                          | Sérgio Mendes                                      |          |  |
| 8.  | «La La La (Brasil 2014)»                                                              | Shakira ft. Carlinhos Brown                        | 3:17     |  |
| 9.  | «It's Your Thing (Studio Rio Version)»                                                | The Isley Brothers                                 |          |  |
| 10. | «Tico Tico»                                                                           | Bebel Gilberto y Lang Lang                         |          |  |
| 11. | «Olé (Stadium Anthem Mix)»                                                            | Adelén                                             |          |  |
| 12. | «This Is Our Time (Agora e'a nossa horra)»                                            | Magic!                                             |          |  |
| 13. | «Night & Day (Carnival Mix)»                                                          | Baha Men                                           |          |  |
| 14. | «Go, Gol»                                                                             | Rodrigo Alexey ft.Preta Gil                        |          |  |
| 15. | «Fighter (Tachytelic World Cup Brazil 2014 Remix)»                                    | Mika Nakashima & Milliyah Kato                     |          |  |
| 16. | «We Are One (Ole Ola)» (Olodum Mix)                                                   | Pitbull ft. Jennifer Lopez y Cláudia Leitte        | 3:58     |  |
| 17. | «Tatu Bom De Bola» (DJ Memě Remix)                                                    | Arlindo Cruz                                       |          |  |

## Posicionamiento en listas

### Mensuales
| Listas (2014)     | Mejor posición |
| ----------------- | -------------- |
| Argentina (CAPIF) | 1              |